# 本間組
株式会社本間組（ほんまぐみ、英称:HONMA Corporation）は、新潟市に本社を置く建設会社である。

## 概要
新潟県発祥で、現在も新潟に本拠を置くゼネコンである。全国に拠点を展開してはいるが、営業所の半数は県内に設置されている。
関西国際空港や北陸自動車道、福島潟放水路、新潟港などの土木施設や、新潟県庁、新潟市役所、第四銀行本店といった建築施設など、さまざまな工事を施工してきた。また、2004年10月に起こった新潟県中越地震の復旧作業にも関わった。また、新潟市ふれあい健康センター（アクアパーク）をはじめとする施設管理も行っている。
現在、防災ドームの開発・建設を進めている（2000年に、佐渡市にて本間組などが建設を進めてきた防災ドームが完成した）。

## 沿革
- 1934年（昭和9年）10月 ‐ 本間 石太郎が創業。
- 1946年（昭和21年）3月 ‐ 法人化する。
- 1951年（昭和26年）2月 ‐ 東京出張所（現東京支店）を開設。
- 1960年（昭和35年）2月 ‐ 名古屋出張所（現名古屋支店）を開設。
- 1962年（昭和37年）3月 ‐ 大阪出張所（現関西支店）を開設。
- 1991年（平成3年）4月 ‐ 「本間道路株式会社」を設立。
- 1993年（平成5年）4月 ‐ 東京本社を開設。
- 2004年（平成16年）4月 ‐ 執行役員制度を導入。

## 歴代社長
- 本間石太郎：1946年 - 1977年
- 本間茂：1977年 - 1996年
- 本間達郎：1996年 -

## 関連会社
- 本間技建株式会社
- 本間コンクリート工業株式会社
- 株式会社本間造園
- 本間道路株式会社
- 株式会社エイチ・オー・エス
- 佐渡海洋物産株式会社
- 株式会社紫雲ゴルフ倶楽部
- 新潟建工株式会社
- 新潟興業株式会社
- 隆成建設株式会社